# Ribes takare
Ribes takare là một loài thực vật có hoa trong họ Grossulariaceae. Loài này được D. Don miêu tả khoa học đầu tiên năm 1825.